# Gonzalo Fierro
Gonzalo Antonio Fierro Caniullán (Santiago, 1983. március 21. –) mapucse származású chilei labdarúgó, a Colo-Colo középpályása.